# Hughenden
Pour les articles homonymes, voir Hughenden (homonymie).
Hughenden (1 154 habitants) est un village le long du fleuve Flinders, dans le comté de Flinders au Queensland en Australie à 1 438 km au nord-ouest de Brisbane, à 383 km de Townsville.
On a découvert dans la région des dents de Muttaburrasaurus, un dinosaure herbivore australien du Crétacé et le village a construit une reconstitution de l'animal.

## Référence
- Statistiques sur Hughenden